# رواية السفلى (مناخة)

تعديل مصدري - تعديل

رواية السفلى هي إحدى قرى عزلة المغارب العليا بمديرية مناخة التابعة لمحافظة صنعاء، بلغ تعداد سكانها 150 نسمة حسب تعداد اليمن لعام 2004.